# Escrava Isaura (telenovela de 1976)
Escrava Isaura é uma telenovela brasileira produzida e exibida pela TV Globo de 11 de outubro de 1976 até 5 de fevereiro de 1977, em 100 capítulos. Substituindo O Feijão e o Sonho e foi substituída por À Sombra dos Laranjais. É a 10.ª "novela das seis" produzida pela emissora.
A trama é uma adaptação do romance A Escrava Isaura, romance escrito por Bernardo Guimarães. A adaptação é de Gilberto Braga e a direção de Herval Rossano.
Conta com as atuações de Lucélia Santos, Rubens de Falco, Edwin Luisi, Roberto Pirillo, Norma Blum, Átila Iório, Beatriz Lyra, Léa Garcia, Isaac Bardavid, Haroldo de Oliveira e Maria das Graças nos papéis principais.
Durante as comemorações dos 60 anos da TV Globo, a novela Escrava Isaura (1976) foi destaque em uma edição especial do programa Expedição Rio. O episódio levou os telespectadores à fazenda onde foram gravadas cenas marcantes da trama, resgatando a memória de uma das produções mais emblemáticas da teledramaturgia brasileira. Acompanhados pelo ator e escritor Will Moret, considerado um dos principais representantes atuais do público fã da novela, os apresentadores revisitaram os cenários originais enquanto refletiam sobre o legado cultural da obra. Moret compartilhou suas impressões sobre a importância histórica de Escrava Isaura, destacando seu papel na representação sensível da escravidão no Brasil e do movimento abolicionista do século XIX. A novela, que projetou Lucélia Santos ao estrelato nacional e internacional no papel-título, ganha novo fôlego com essa homenagem, reafirmando sua relevância no imaginário popular e na discussão sobre a memória histórica brasileira.

## Enredo
1856 órfã  desde o nascimento, a escrava branca Isaura desconhece quem é seu pai. Sabe apenas que a mãe foi uma mulata, mucama da fazenda onde agora reside. Isaura sempre foi amparada por Ester, sua senhora, que a educou como moça da corte. Sua protetora morre logo no início da trama, e o filho, Leôncio, se torna o administrador dos bens da família. Apaixonado por Isaura e furioso por não ser correspondido, ele se apodera de sua carta de alforria, deixada pela mãe, e aplica castigos cruéis à moça. Isaura também sofre com as intrigas de Rosa, uma escrava má e invejosa.
O desejo por liberdade se torna ainda mais premente quando Isaura se apaixona por Tobias, proprietário de terras vizinhas. O casal tem que enfrentar as perversidades de Leôncio, que se recusa a vender Isaura. O romance acaba tendo um fim trágico quando Leôncio incendeia a cabana onde se encontrava Tobias, desconhecendo que sua própria esposa, Malvina, também estava lá.
Deprimida com a morte de Tobias, Isaura encontra consolo ao lado do seu pai Miguel, que decide comprá-la para lhe dar a sonhada liberdade. Mas Leôncio não aceita vendê-la e lhe impõe castigos cada vez mais cruéis: ela passa a trabalhar na lavoura, além de assumir outros serviços pesados, e chega a ser presa ao tronco.
Isaura acaba fugindo com o pai e um casal de escravos amigos André e Santa e vai morar em outra cidade, assumindo a identidade de Elvira. Lá, a moça conhece o jovem abolicionista Álvaro. Mas é desmascarada durante uma festa de gala e forçada a voltar para o seu senhor. Completamente falido, o vilão se suicida no final, após ter todos os bens arrendados por Álvaro, inclusive Isaura.

## Elenco

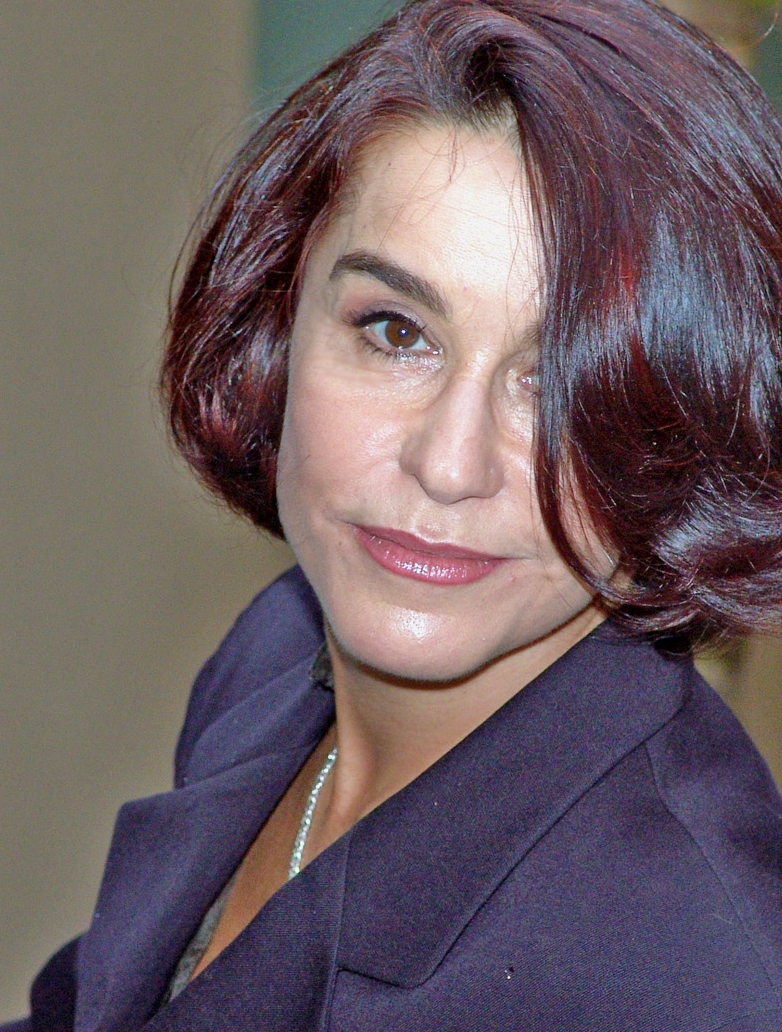
Lucélia Santos como Isaura

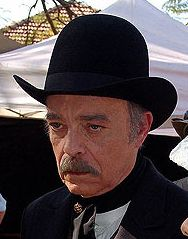
Rubens de Falco como Leôncio Almeida

| Interprete          | Personagem                                      |
| ------------------- | ----------------------------------------------- |
| Lucélia Santos      | Isaura dos Anjos / Elvira Vaz                   |
| Rubens de Falco     | Leôncio Correia de Almeida                      |
| Edwin Luisi         | Álvaro Santana de Souza                         |
| Roberto Pirillo     | Tobias Paes Vidal                               |
| Norma Blum          | Malvina Fontoura                                |
| Gilberto Martinho   | Comendador Horácio Correia de Almeida (Almeida) |
| Beatriz Lyra        | Ester Correia de Almeida                        |
| Átila Iório         | Miguel dos Santos / Anselmo Vaz                 |
| Léa Garcia          | Rosa                                            |
| Ângela Leal         | Carmem Magalhães Almeida                        |
| Isaac Bardavid      | Feitor Francisco de Assis Pasquim (Seu Chico)   |
| Haroldo de Oliveira | André                                           |
| Maria das Graças    | Santa / Maria                                   |
| Zeni Pereira        | Januária                                        |
| Mário Cardoso       | Henrique Fontoura                               |
| Elisa Fernandes     | Taís Paes Vidal                                 |
| Dary Reis           | Conselheiro Inácio Fontoura                     |
| Amiris Veronese     | Alba Paes Vidal                                 |
| Carlos Duval        | Beltrão                                         |
| Ítalo Rossi         | José Matoso                                     |
| Francisco Dantas    | Matoso                                          |
| Myrian Rios         | Ana Matoso (Aninha)                             |
| Ary Coslov          | Geraldo                                         |
| Clarisse Abujamra   | Lúcia Andrada                                   |
| André Valli         | Martinho Vieira                                 |
| Ana Maria Grova     | Eneida                                          |
| José Maria Monteiro | Capitão Andrada                                 |
| Gilda Sarmento      | Carolina Andrada                                |
| Neuza Borges        | Rita                                            |
| Edyr de Castro      | Ana                                             |
| Marlene Figueiró    | Leonor                                          |
| Almeida Santos      | Jaime                                           |
| Nena Ainhoren       | Lucíola                                         |
| Mário Polimeno      | Palhares                                        |

### Participações especiais
| Interprete         | Personagem                |
| ------------------ | ------------------------- |
| Lady Francisco     | Juliana dos Anjos         |
| Aguinaldo Rocha    | Dr. Alceu Dias Bernardes  |
| Henriette Morineau | Madame Madeleine Besançon |
| Marcos Frota       | Eurípedes                 |
| Lídia Iório        | Isaura (criança)          |
| Janser Barreto     | Leôncio (criança)         |
| Lourdes Coimbra    | Maria                     |
| Joana Rocha        | Joana                     |
| Enock Batista      | Carneiro                  |

## Produção
Gilberto Braga teve a ideia de adaptar em telenovela o romance A Escrava Isaura, escrito por Bernardo Guimarães em 1875, partindo da sugestão da professora de Literatura do Colégio Pedro II, Eneida do Rego Monteiro. Após ler dez páginas do livro, contatou Herval Rossano para trabalhar na direção da trama. Por a obra conter poucos acontecimentos para render uma novela, sendo o maior percalço a falta de envolvimentos amorosos da protagonista Isaura até a metade da história, quando conhece Álvaro, Braga criou para ser seu par romântico o personagem Tobias, depois morto em um incêndio provocado pelo vilão Leôncio.
Sondada para interpretar Isaura, a atriz Débora Duarte recusou o papel por estar no início de sua gravidez e para não deixar a cidade de São Paulo, onde morava. Gilberto Braga chegou a sugerir Louise Cardoso para o papel, mas Herval Rossano convidou Lucélia Santos para representar a protagonista após acompanhar seu desempenho no teatro.
A história teve como cenário o distrito de Conservatória, na cidade de Valença, estado do Rio de Janeiro e fazendas da região. As gravações de cenas no interior eram realizadas nos estúdios da TV Educativa e Herbert Richers, ambos na capital fluminense. Os da TV Globo, também no Rio, foram atingidos por um incêndio em junho de 1976, tornando inviáveis filmagens no local.
A telenovela também sofreu censura do governo militar. Os censores classificavam a novela como perigosa e que ela retratava um período visto como mancha negra na história do Brasil.
| “                | Quando comecei a escrever Escrava Isaura, fui chamado a Brasília para conversar, porque eles achavam a novela perigosa. Então, na reunião com censores, ficou mais ou menos estabelecido que eu não poderia falar de escravo. Uma censora me disse que a escravatura tinha sido uma ‘mancha negra’ na história do Brasil, e que não deveria ser lembrada – aliás, segundo ela, o ideal seria arrancar essa página dos livros didáticos; imagine então falar disso na novela das seis. Um censor falou que a novela podia despertar sentimentos racistas na netinha dele, porque ela via os brancos batendo nos escravos na televisão e podia querer bater nas coleguinhas pretas dela. Aí eu disse ao censor que ele devia ver um psicólogo para a menina porque, se ela se identificava assim com os bandidos… | ” |
| — Gilberto Braga | |   |

Para a vinheta de abertura foram utilizadas gravuras do pintor francês Jean-Baptiste Debret que retratavam o Rio de Janeiro no início do século XIX. O tema é "Retirantes", composto por Dorival Caymmi e interpretado pelo mesmo com o coral da gravadora Som Livre.
Gilberto Braga voltou a abordar o tema de "escrava branca" em Força de um Desejo, novela de 1999 onde a personagem Olívia (Cláudia Abreu) é uma escrava branca e é perseguida pelo seu senhor, Higino (Paulo Betti).

## Repercussão internacional

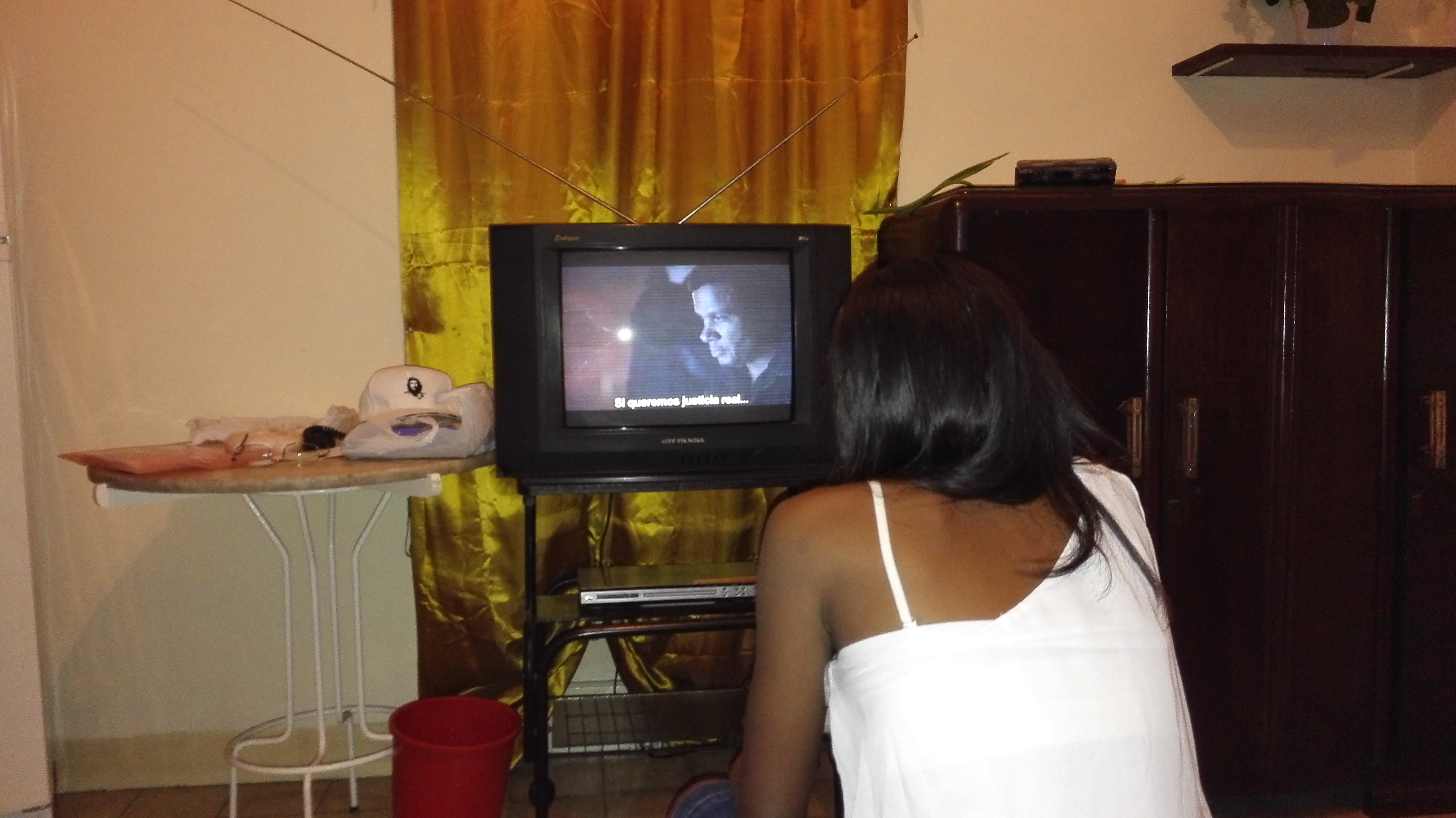
Jovem assiste a Escrava Isaura em Havana, Cuba, em foto de 2015.

A novela começou a ser exportada em 1979 para Suíça e Itália. Logo, emissoras de outros países da Europa exibiram a produção, que posteriormente obteria sucesso em outros continentes. Em janeiro de 2016, a trama estava na quinta colocação no ranking de programas da TV Globo e do Brasil mais vendidos ao mercado internacional, com licenciamento a 104 países.
A repercussão internacional de Escrava Isaura chegou a influenciar alguns países de diferentes formas. Em Cuba, ao ser transmitida pela primeira vez, no ano de 1984, houve interrupção no racionamento de energia elétrica para que os telespectadores pudessem a assistir; a novela foi a primeira brasileira exibida na antiga União Soviética, e tamanho foi seu impacto que a palavra "fazenda", proferida pelos personagens na história, antes inexistente no vocabulário russo, foi adicionada ao dicionário do idioma como ферма (pronunciada "ferma"); no período da Guerra da Bósnia (1992–95), este país e Sérvia declaravam cessar-fogo durante os capítulos da trama; o mesmo ocorreu na Croácia, que batalhava no conflito junto a Bósnia e Herzegovina.
Na China, Lucélia Santos, intérprete da protagonista Isaura, recebeu o Prêmio Águia de Ouro através do voto de 300 milhões de pessoas, sendo a primeira atriz estrangeira agraciada com a honraria no território, e na Polônia, uma emissora realizou concurso para escolher sósias de Lucélia e Rubens de Falco, protagonistas do folhetim.

## Exibição

### Reprises
Escrava Isaura é até então a novela mais reprisada da TV Globo. No entanto, curiosamente, ela nunca foi exibida no Vale a Pena Ver de Novo, o bloco de reprises mais tradicional da emissora.
Foi reprisada pela primeira vez entre 29 de agosto de 1977 a 16 de janeiro de 1978, na faixa de reprises das 13h30, em 101 capítulos, substituindo O Feijão e o Sonho e sendo substituída por Locomotivas. Foi reprisada pela segunda vez em caráter excepcional e de forma compacta, com 30 capítulos, entre 17 de dezembro de 1979 a 19 de janeiro de 1980 às 18h, sucedendo Cabocla e antecedendo Olhai os Lírios do Campo. Foi reprisada pela terceira vez no  programa TV Mulher, de 20 de setembro a 31 de dezembro de 1982 substituindo Maria, Maria e sendo substituída por Ciranda de Pedra. Foi reprisada pela quarta vez em 1985, entre 13 de setembro e 13 de novembro, em 53 capítulos, após o Jornal Nacional apenas para o Distrito Federal, Fernando de Noronha e nas parabólicas enquanto no restante do país era transmitido o horário eleitoral gratuito, em virtude das eleições municipais, uma vez que a unidade federativa não possui municípios, e sim regiões administrativas. Foi reprisada pela quinta vez entre de 03 de setembro a 12 de outubro de 1990, em 30 capítulos, no Festival 25 Anos, substituindo a minissérie Rabo de Saia.
Foi reprisada no Viva 70, a versão fast do canal Viva de 21 de maio a 7 de outubro de 2024, substituindo A Sucessora e sendo substituída por Pecado Capital. Com essa reprise, a trama havia empatado com A Viagem e Por Amor no ranking de novelas mais reexibidas da Globo (incluindo todas as plataformas, apesar de ser a mais reapresentada da emissora na TV aberta). No entanto, A Viagem ultrapassaria Por Amor e Escrava Isaura no ranking após a Globo ter decidido reprisar a novela em 2025.

### Outras Mídias
Em abril de 2012, a Globo Marcas lançou Escrava Isaura em um box de cinco DVDs com os capítulos compactados.
Em 23 de outubro de 2023, foi disponibilizada na íntegra pelo Globoplay, como parte do Projeto Resgate.

## Música
| N.º | Título                          | Compositor(es)                    | Tema     | Duração |  |
| 1.  | "Prisioneira" (Elizeth Cardoso) | Paulo César Pinheiro João Mello   | Isaura   |         |  |
| 2.  | "Amor Sem Medo" (Francis Hime)  | Paulo César Pinheiro Francis Hime | Leôncio  |         |  |
| 3.  | "Retirantes" (Dorival Caymmi)   | Dorival Caymmi                    | abertura |         |  |
| 4.  | "Nanã" (Orquestra Som Livre)    | Moacyr Santos                     |          |         |  |
| 5.  | "Banzo" (Os Tincoãs)            | Heckel Tavares Murillo Araújo     |          |         |  |
| 6.  | "Mãe Preta" (Coral Som Livre)   | Piratini Caco Velho               |          |         |  |

- Sonoplastia: Guerra Peixe
- Direção de produção: Guto Graça Mello
- Produção executiva: João Mello
- Arranjos: Waltel Branco, Francis Hime e Radamés Gnatalli